# Коров'є (Мішкинський район)
Коро́в'є (рос. Коровье) — село у складі Мішкинського району Курганської області, Росія. Адміністративний центр Коровинської сільської ради.
Населення — 381 особа (2010, 557 у 2002).